# Uranolophus
 (avril 2019).
Uranolophus wyomingensis
Genre
Espèce
Uranolophus est un genre éteint de poissons pulmonés qui a vécu au Dévonien inférieur, il y a environ entre 413,02 et 393,47 millions d'années. Ses fossiles n'ont été découverts qu'au Wyoming (États-Unis).
Une seule espèce est rattachée au genre, Uranolophus wyomingensis.

## Classification
Uranolophus est le genre type de la famille également éteinte des Uranolophidae.